# Многопользовательская система

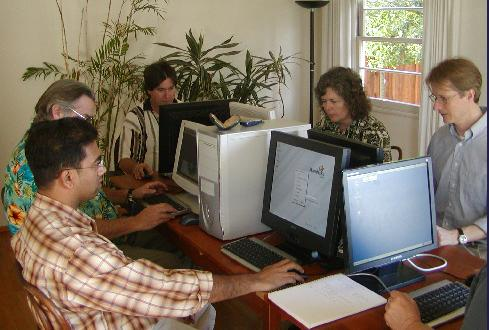
Шестипользовательская система на базе Linux

Многопользовательское, мультерминальное или терминальное решение позволяет организовать на базе одного компьютера несколько независимых мест — терминалов — с возможностью одновременной работы.

## Зачем это нужно?
Рост производительности и усовершенствование технологий позволяют сейчас решать одновременно определенное число задач без потери скорости работы, однако в один момент времени только один пользователь может воспользоваться компьютером, поэтому часто мощности ПК простаивают. Например, при работе в текстовом процессоре или браузере используется лишь незначительная часть ресурсов ПК.

## Преимущества терминальных решений
- Низкий уровень шума
- Экономия места
- Снижение затрат на модернизацию
- Простота использования
- Экономия электроэнергии
- Не требуется локальная сеть
- Экологичность
- Более низкая цена

## Требования
Каждый монитор должен быть подключен к графическому выводу. Некоторые видеокарты имеют несколько выходов и поддерживают подключение нескольких мониторов. К примеру, для создания четырёхместной системы понадобятся: четыре монитора, четыре USB-клавиатуры и четыре USB-мыши (так как большинство ПК имеют только два вывода PS/2). Ранее материнские платы имели преимущественно только один слот PCIe или AGP, и приходилось использовать видеокарты стандарта PCI. Сейчас существуют варианты с 2 и 4 разъемами PCIe, например на чипсетах AMD 790FX, что значительно облегчает задачу создания многопользовательских систем.

## Где используется
- Библиотеки, музеи, читальные залы
- Интернет-кафе
- Выставки, семинары, конференции, презентации
- Для применения в бухгалтерии (проверялось компанией 1С)
- Рабочие места в офисах, банках, почтовых отделениях
- Кассовые терминалы, регистрационные пункты в домах отдыха, отелях, больницах
- Компьютерное тестирование и обучение
- Школы и университеты
- Для домашнего пользования

## Лицензионность
В свободных операционных системах (в частности, на основе Linux) никаких ограничений на использование многопользовательских систем, естественно, нет. Производители проприетарных решений на базе ядра Linux могут накладывать в своих лицензионных соглашениях ограничения на одновременное использование. А с теми программами, которые работают на базе Windows и других проприетарных систем дело обстоит иначе.
Лицензионное соглашение всех персональных Windows систем не допускает одновременную работу нескольких пользователей. Серверные системы Windows допускают одновременную работу нескольких пользователей через сеть с помощью роли сервера терминалов. Для одновременной работы нескольких пользователей на одном компьютере требуется использование специального решения - Windows MultiPoint Server, однако такая политика Microsoft вызывает обвинения в недобросовестной конкуренции со стороны независимых производителей.